# Montaud (Loire)
Pour les articles homonymes, voir Montaud.
Montaud est une ancienne commune française de la Loire située au Nord-Ouest de Saint-Étienne.
Créée pendant la Révolution française, elle sera rattachée à Saint-Étienne en 1855.

## Histoire
Monte Alto apparaît dans les textes au XIVe siècle
Son développement industriel au XIXe siècle est dû à l'exploitation du charbon et surtout à la rubanerie improprement appelée parfois passementerie car les tisseurs de rubans sont désignés dans la région sous le terme de passementiers mais ils fabriquaient des rubans de soie.
À la Révolution, lorsque la commune est créée, l'extraction du charbon d'une couche non grisouteuse se faisait déjà par le puits Sainte-Marie, situé au sommet du Crêt à 630 m d'altitude.
Vers 1840, un premier embranchement ferroviaire reliant Châteaucreux à la gare de Montaud est mis en service pour le transport du charbon. Il sera par la suite prolongé jusqu'à la Béraudière et Montrambert (La Ricamarie) avant la construction de la ligne actuelle une dizaine d'années plus tard.  À la même période, l'usine de faux de Montaud employant près de 500 personnes est citée comme étant le principal employeur de jeunes de moins de 14 ans.   
En 1842, la partie méridionale de la commune, au sud la rue de Saint-Just  devient la commune de Beaubrun. La même année est installée une usine à gaz.
La rue du Grand-Gonnet marque encore la frontière communale avec Saint-Étienne. Les alentours de la place de Montaud (actuelle place Jacquard) sont lotis par les fabricants et qui construisent également des maisons pour leurs passementiers en suivant le plan-maître en damier de Saint-Étienne.
Vers 1850, elle offre encore des terrains plats constructibles. Sous l'impulsion des fabricants elle est finalement rattachée en 1855 à la ville de Saint-Étienne.
Vers 1865, voir photo, au premier plan l'église de Montaud, au centre de l'image le viaduc ferroviaire construit dans les années 1850 par le P.L.M. pour le contournement ouest de la ville.  
Au fond, Saint-Étienne, la colline du Crêt-de-Roch et ses ateliers de passementerie.
Au début du XXe la colline devient un lieu de résidence pour la bourgeoisie.

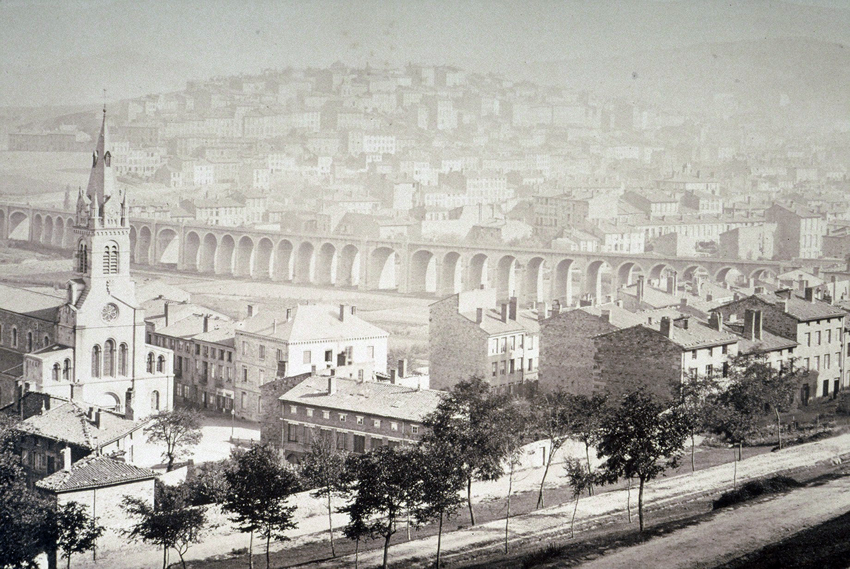
Vue du quartier aux alentours de 1860.
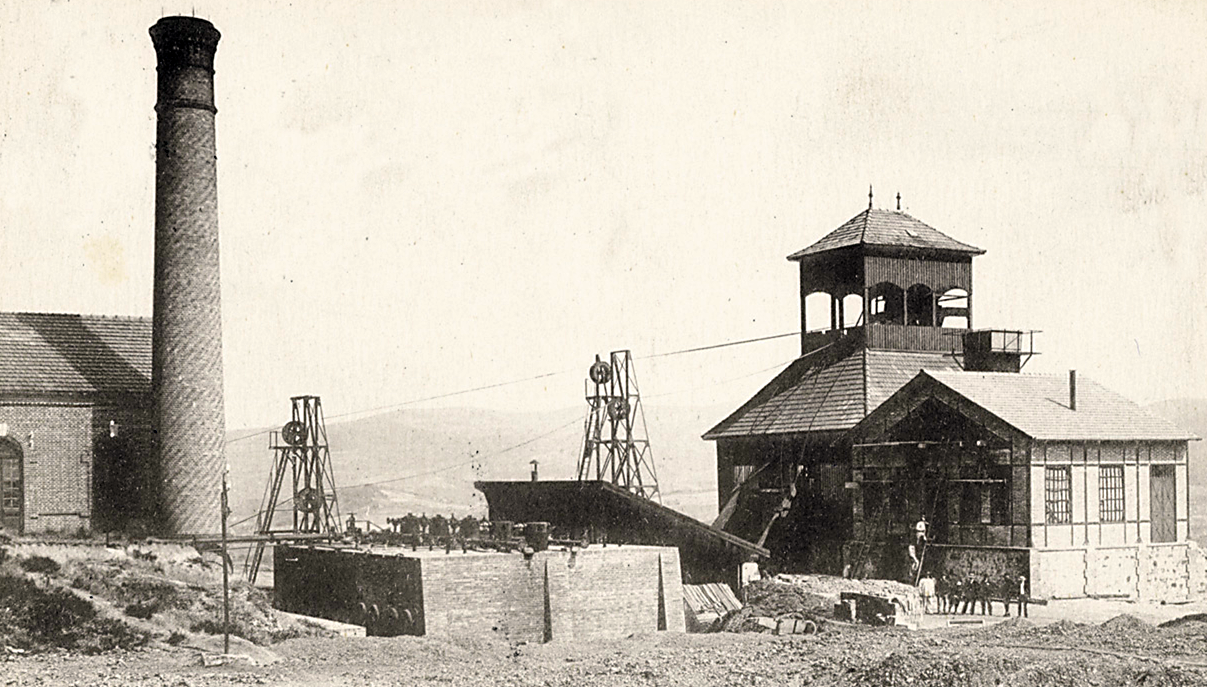
Vers 1880, le puits Sainte-Marie, au sommet du Crêt de Montaud, il demeura un puits de service jusqu'aux années 1960.